# Ignacio de Azevedo
Inácio de Azevedo (Oporto, primer trimestre de 1526- Océano Atlántico, frente a las Islas Canarias, 15 de julio de 1570) fue un sacerdote portugués de la Compañía de Jesús.

## Biografía
Dom Inácio de Azevedo de Ataíde Abreu Malafaia era hijo de Dom Manuel de Azevedo, señor de Barbosa y Ataíde, y Dña. Francisca de Abreu, abadesa del convento de S. Bento de Avé Maria en Oporto, ambos descendientes de familias de nobleza portuguesa. A los 18 años se hizo administrador de los bienes familiares.
En 1548, después de un retiro en Coímbra, optó por la vida religiosa, ingresando en la Compañía de Jesús, donde se distinguió. Fue nombrado rector del Colegio Santo Antão en Lisboa, antes aún de concluir el curso de Teología: tenía entonces sólo veintiséis años.
Concluido el curso, fue enviado a Braga, a fin de asesorar al obispo de la ciudad en la reforma de la Diócesis.  
En 1560, el Arzobispo de Braga entregó el edificio del Colégio de São Paulo a la Compañía de Jesús, e Inácio de Azevedo fue nombrado primer rector de ese Colegio. 
Ese mismo año, Inácio de Azevedo (que había perdido el derecho a la herencia establecida por su padre, pero conservaba el derecho a su parte, valorada en la importante suma de 12 mil cruzados) acordó con su padre renunciar su derecho a cambio del pago, en vida de su padre, de la suma de 1500 cruzados en el plazo de 3 años, de los cuales 600 vinieron a ser invertidos en el Colegio de Santo Antão y 900 cruzados en el Colegio Romano de los Jesuitas. Así, no fue posible cumplir con la intención inicial de Francisco de Borja de aplicar la totalidad de los 12 mil cruzados del legado de Azevedo a la financiación del Colegio Romano, ya que Dom Manuel de Azevedo no accedió a renunciar a esta suma en vida.
En 1564, Inácio de Azevedo dejó el rectorado del Colegio de São Paulo y fue a Coimbra a hacer su profesión solemne, convirtiéndose en sacerdote profeso el 9 de abril de ese año en la capilla del Colegio de Coimbra.
El año de 1565, Francisco de Borja le confió la inspección de las Misiones de las Indias y del Brasil, tarea que le consumió cerca de tres años. En su informe, pidió recursos humanos, el santo le ordenó que reclutara, en Portugal y España, elementos para Brasil. Después de cinco meses de intensos preparativos religiosos, el 5 de junio de 1570, Inácio y 39 compañeros partieron a bordo del navío mercante «Santiago». 
Durante el viaje, tras abandonar Madeira se ven perseguidos por piratas hugonotes, por ello se refugian en la isla canaria de San Miguel de La Palma, donde Ignacio tiene, entre la familia Monteverde, viejos amigos. Tras una estancia en Tazacorte donde los sacerdotes se integran completamente, trabajando con los vecinos del pago y celebrando eucaristías, embarcan en dirección a Santa Cruz de La Palma con la intención de más tarde retomar la ruta hacia el Brasil. Durante la travesía, muy cerca aún de las costas de Tazacorte, el barco fue capturado por el pirata hugonote Jacques Sourie, siendo el grupo martirizado el 15 de julio de 1570.
Estos cuarenta Mártires del Brasil o Mártires de Tazacorte fueron beatificados por el Papa Pío IX el 11 de mayo de 1854. La Compañía de Jesús los celebra unidos a otros mártires jesuitas el 19 de enero.